# Бач
Бач је градско насеље у Србији и седиште истоимене општине у Јужнобачком управном округу. Према попису из 2022. било је 4.405 становника. Регија Бачка је добила име по овом граду. Бач је удаљен 22 km од Бачке Паланке, 62 km од Новог Сада, 120 km од Суботице и 140 km од Београда.

## Називи
Бач је познат по још неким називима на другим језицима: мађ. Bács,  , слч. Báč, лат. Bach.

## Историја
Историја Бача почиње још у бронзано доба. У Будимпешти се чува мач из тог периода који је нађен у околини данашњег Бача. Ископине код данашњег Бача из римског периода показују да је ту некада била већа римска насеобина, која је страдала услед насртаја Варвара.
Древни град је дао име целој регији Бачка. Први трагови у писаним изворима о Бачу и подручју око њега потичу још из периода Јустинијана, када господар Цариграда и цар Источног римског царства помиње Бач у свом писму 535. године.
Бач је према неким летописима био и Аварска тврђава (873. године). Реч Бач то управо и значи. У прелазу првог миленијума у други, Бач је већ био изграђен и утврђен град. За време Арпадовића Бач постаје не само црквено седиште надбискупије већ и краљевски град у који долазе племићи и владари на договоре, зборове и скупштине.
У 12. веку Бач бележи велики успон. У том периоду се први пут у писаним изворима помиње моћна тврђава.
У 14. веку су забележени све чешћи упади Турака. Многи походи на Турке су кретали из Бача. У време Мохачке битке и Бач је дао своју коњицу. Међутим, продор Турака није заустављен па Бач, почетком 16. века, након Мохачке битке и пада Београда, бива освојен. Тврђаву Бач је тада доста дуго и успешно бранио српски деспот Стеван Бериславић.
Бач је имао више становништва, занатлија и разних занимања него заједно Сомбор, Суботица, Апатин и Бечеј. Међутим, после Ракоцијеве буне и рушења тврђаве, Бач почиње да губи значај на овом подручју.
У центру Бача, у кући породице Гебауер отворена је прва апотека у Војводини (19. век). Комплетно је очуван улаз са излогом и степениште некадашње апотеке. Такође, за време крсташких ратова у оквиру данашњег фрањевачког самостана била је установљена болница за коју се претпоставља да је била прва у овом делу Европе.

## Становништво

### Етнички састав 1910.[1]
| Немци | Шокци | Мађари | Јевреји | Срби |
| ----- | ----- | ------ | ------- | ---- |
| 1888  | 1238  | 719    | 30      | 26   |

### Демографија
У насељу Бач живи 4883 пунолетна становника, а просечна старост становништва износи 40,0 година (38,8 код мушкараца и 41,1 код жена). У насељу има 2103 домаћинства, а просечан број чланова по домаћинству је 2,89.
Ово насеље је углавном насељено Србима (према попису из 2002. године), а у последња три пописа, примећен је благи пад у броју становника.
|             | \| Демографија[2] \| Демографија[2] \| Демографија[2] \| \| Година \| Становника \| Становника \| \| -------------- \| -------------- \| -------------- \| \| 1948. \| 5.158 \| \| \| 1953. \| 6.094 \| \| \| 1961. \| 6.321 \| \| \| 1971. \| 5.916 \| \| \| 1981. \| 5.994 \| \| \| 1991. \| 6.046 \| 5.838 \| \| 2002. \| 6.087 \| 6.331 \| \| 2011. \| 5.399 \| \| |            |
| Демографија | |            |
| Година      | Становника | Становника |
| 1948.       | 5.158 |            |
| 1953.       | 6.094 |            |
| 1961.       | 6.321 |            |
| 1971.       | 5.916 |            |
| 1981.       | 5.994 |            |
| 1991.       | 6.046 | 5.838      |
| 2002.       | 6.087 | 6.331      |
| 2011.       | 5.399 |            |

| Етнички састав према попису из 2011.‍ | Етнички састав према попису из 2011.‍ | Етнички састав према попису из 2011.‍ | Етнички састав према попису из 2011.‍ | Етнички састав према попису из 2011.‍ |
| ------------------------------------ | ------------------------------------ | ------------------------------------ | ------------------------------------ | ------------------------------------ |
|                                      |                                      |                                      |                                      |                                      |
| Срби                                 | Срби                                 |                                      | 3.852                                | 71,34%                               |
| Хрвати                               | Хрвати                               |                                      | 413                                  | 7,65%                                |
| Мађари                               | Мађари                               |                                      | 399                                  | 7,39%                                |
| Словаци                              | Словаци                              |                                      | 127                                  | 2,35%                                |
| Роми                                 | Роми                                 |                                      | 57                                   | 1,05%                                |
| Југословени                          | Југословени                          |                                      | 41                                   | 0,76%                                |
| Немци                                | Немци                                |                                      | 31                                   | 0,57%                                |
| Црногорци                            | Црногорци                            |                                      | 23                                   | 0,42%                                |
| Муслимани                            | Муслимани                            |                                      | 17                                   | 0,31%                                |
| Украјинци                            | Украјинци                            |                                      | 9                                    | 0,16%                                |
| Буњевци                              | Буњевци                              |                                      | 4                                    | 0,07%                                |
| Русини                               | Русини                               |                                      | 4                                    | 0,07%                                |
| Македонци                            | Македонци                            |                                      | 2                                    | 0,03%                                |
| Руси                                 | Руси                                 |                                      | 2                                    | 0,03%                                |
| Словенци                             | Словенци                             |                                      | 2                                    | 0,03%                                |
| Бошњаци                              | Бошњаци                              |                                      | 1                                    | 0,01%                                |
| Румуни                               | Румуни                               |                                      | 1                                    | 0,01%                                |
| остали                               | остали                               |                                      | 48                                   | 0,89%                                |
| Регионална припадност                | Регионална припадност                |                                      | 68                                   | 1,26%                                |
| неизјашњени                          | неизјашњени                          |                                      | 283                                  | 5,24%                                |
| непознато                            | непознато                            |                                      | 15                                   | 0,27%                                |
| укупно: 5.399                        |                                      |                                      |                                      |                                      |

| Година пописа     | 1948. | 1953. | 1961. | 1971. | 1981. | 1991. | 2002. |
| ----------------- | ----- | ----- | ----- | ----- | ----- | ----- | ----- |
| Број домаћинстава | 1.208 | 1.552 | 1.777 | 1.769 | 1.977 | 2.068 | 2.103 |

| Број чланова      | 1   | 2   | 3   | 4   | 5   | 6  | 7  | 8 | 9 | 10 и више | Просек |
| ----------------- | --- | --- | --- | --- | --- | -- | -- | - | - | --------- | ------ |
| Број домаћинстава | 427 | 530 | 391 | 488 | 167 | 72 | 20 | 6 | 2 | 0         | 2,89   |

| Пол    | Укупно | Неожењен/Неудата | Ожењен/Удата | Удовац/Удовица | Разведен/Разведена | Непознато |
| ------ | ------ | ---------------- | ------------ | -------------- | ------------------ | --------- |
| Мушки  | 2.500  | 820              | 1.477        | 122            | 80                 | 1         |
| Женски | 2.661  | 566              | 1.488        | 492            | 112                | 3         |
| УКУПНО | 5.161  | 1.386            | 2.965        | 614            | 192                | 4         |

| Пол    | Укупно                    | Пољопривреда, лов и шумарство | Рибарство                            | Вађење руде и камена | Прерађивачка индустрија       |
| ------ | ------------------------- | ----------------------------- | ------------------------------------ | -------------------- | ----------------------------- |
| Мушки  | 1.196                     | 294                           | 8                                    | 0                    | 420                           |
| Женски | 834                       | 95                            | 2                                    | 0                    | 151                           |
| УКУПНО | 2.030                     | 389                           | 10                                   | 0                    | 571                           |
| Пол    | Производња и снабдевање   | Грађевинарство                | Трговина                             | Хотели и ресторани   | Саобраћај, складиштење и везе |
| Мушки  | 38                        | 57                            | 148                                  | 19                   | 49                            |
| Женски | 9                         | 4                             | 328                                  | 21                   | 21                            |
| УКУПНО | 47                        | 61                            | 476                                  | 40                   | 70                            |
| Пол    | Финансијско посредовање   | Некретнине                    | Државна управа и одбрана             | Образовање           | Здравствени и социјални рад   |
| Мушки  | 6                         | 13                            | 66                                   | 13                   | 22                            |
| Женски | 18                        | 10                            | 39                                   | 53                   | 54                            |
| УКУПНО | 24                        | 23                            | 105                                  | 66                   | 76                            |
| Пол    | Остале услужне активности | Приватна домаћинства          | Екстериторијалне организације и тела | Непознато            | Непознато                     |
| Мушки  | 16                        | 0                             | 0                                    | 27                   | 27                            |
| Женски | 15                        | 0                             | 0                                    | 14                   | 14                            |
| УКУПНО | 31                        | 0                             | 0                                    | 41                   | 41                            |

## Галерија
- Бачка тврђава
- Бачка тврђава
- Фрањевачки самостан
- Католичка црква у Бачу
- Православна црква у Малом Бачу
- Зграда општине Бач